# Aspasia Corona
L'Aspasia Corona è una struttura geologica della superficie di Venere.